# Josef Beran

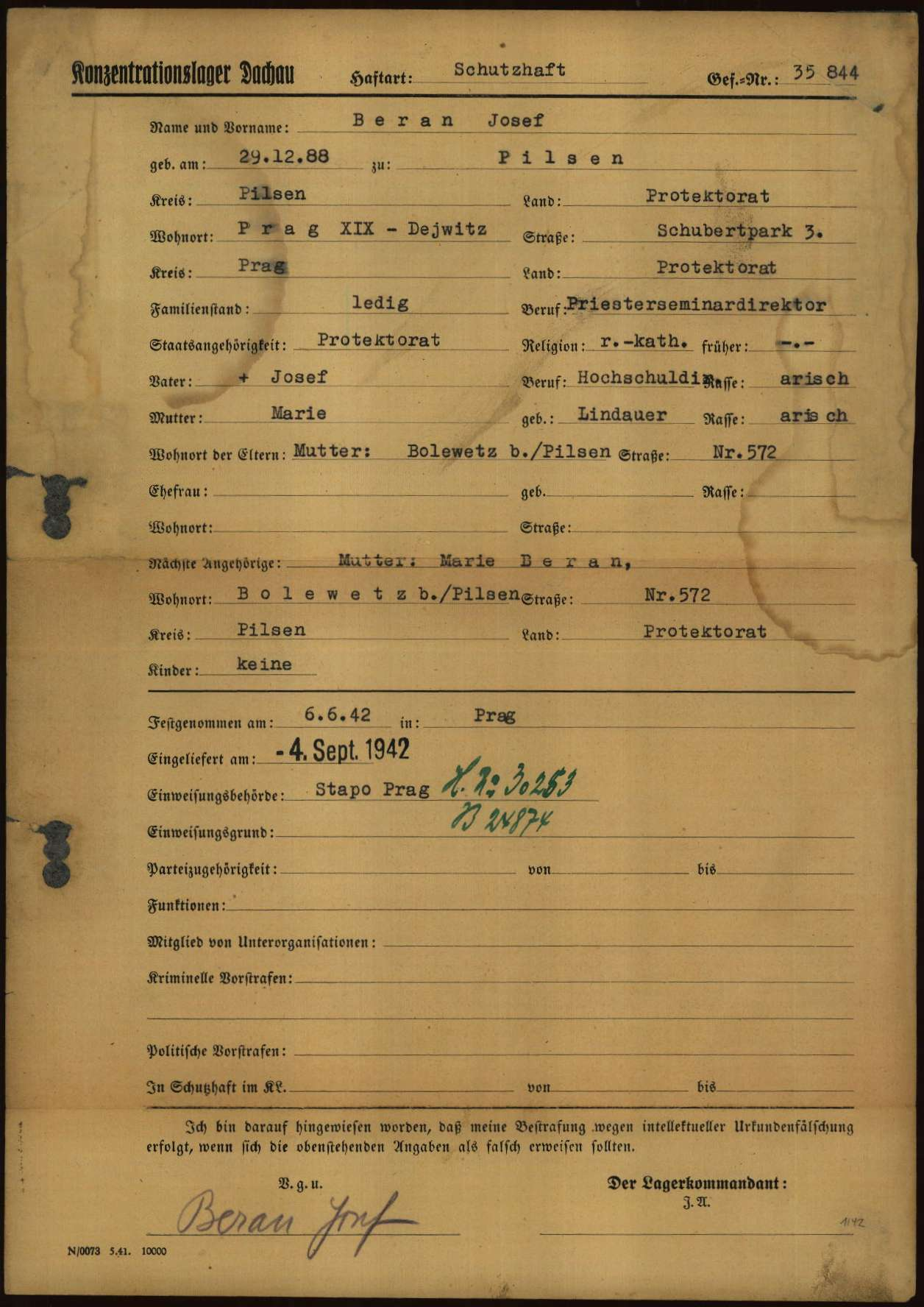
Formulario de registro de Josef Beran como prisionero en el campo de concentración nazi de Dachau

Josef Beran (29 de diciembre de 1888 Pilsen Imperio Astrohúngaro-17 de mayo de 1969 Roma, Italia), fue un sacerdote, arzobispo y cardenal de la Iglesia católica en Checoslovaquia;Pasó 17 años en prisión, primero por parte de los nazis; después, de los comunistasy por último exiliado de Praga en Roma. 

## Primeros años
Nació en el Imperio Astro húngaro, como el hijo mayor de un maestro de escuela. Se inscribió en el seminario para estudiar filosofía y teología, donde fue ordenado sacerdote el 10 de junio de 1911. Ejerció su ministerio sacerdotal dando clases de Teología Pastoral durante la Primera Guerra Mundial. En 1929 fue designado rector del seminario de Praga.

## Segunda Guerra Mundial
Por ser considerado un cura peligroso y subversivo, fue arrestado por los nazis y su Gestapo en 1942, por lo que fue enviado a los campos de concentración de Theresienstadt y Dachau, hasta que fue liberado en 1945. 
El 8 de diciembre de 1946, el papa Pio XII, lo nombró Arzobispo de Praga, por lo que de nuevo fue colocado en la línea de fuego de la defesa de las libertades.
En 1947 Josef consideró realizar la conmemoración del noveno centenario de la muerte de San Adalberto de Praga, mártir checoslovaco, modelo, guía, inspiración y protector de su actuar, y santo patrono del este de Europa (Bohemia, Polonia, Hungría y Prusia) por lo que organizó una celebración con el fin de invitar a los cristianos a ir a las raíces de su tradición y de su patria, logrando con ello cierta veneración que el pueblo tributaba a su obispo.

## El Régimen Comunista
En 1948 un golpe de Estado llevó a los comunistas al poder. Ellos le ofrecieron que encabezara una Iglesia distanciada del Vaticano y el régimen lo apoyaría, pero Beran no aceptó. Organizó la Acción católica y operó el diario Katolik, que se distribuía en las iglesias. Al llegar los comunistas al poder se despliega una dura persecución contra la Iglesia, que vio cerradas sus escuelas y periódicos, disuelta la Acción Católica y anulada la libertad religiosa. Destacó por la vigorosa denuncia de las restricciones de las libertades, los derechos civiles y religiosos en su país tras la implantación del comunismo, 

En junio de 1949 celebra la fiesta de Corpus Christi en la Catedral de Praga y su discurso de a homilía con la catedral repleta donde abundaban oficiales del gobierno, denunció las restricciones del estado ante el quehacer de la Iglesia, frente a la imposición marxismo como pensamiento único. Anteriormente Beran no había dudado en hacer pública una carta titulada “¡No calles obispo, no puedes callar!”, en la que denuncia la postura totalitaria del régimen por lo que de inmediato fue arrestado, interrogado, y prohibido el ejercicio de su ministerio por lo que mantienen al obispo Beran en arresto y cárcel domiciliaria sin contacto con el mundo exterior, sin radio prensa ni televisión. Mientras estaba prisionero en el edificio episcopal en Praga escribió una carta a Pío XII en la que se menciona: 
"Lo que me aflige, no son mis dificultades personales, sino las mentiras, las calumnias, las injusticias con que se ofende a Vuestra Santidad, a la Santa Sede, a nuestra Santa Madre la Iglesia, que con esto se ofende a la Majestad Divina... De gran conforto me es la fidelidad hacia la Santa Sede de gran parte del clero y de los fieles, cuyas plegarias se digne escuchar el Señor Omnipotente". 
Fue transferido a la prisión de Roslov en 1951, donde permaneció doce años allí hasta su puesta en libertad en 1963.Le fue prohibida la estancia en Checoslovaquia, por lo que El Papa Pío XII obtuvo permiso del gobierno comunista para que el Arzobispo de Praga, obtuviera su libertad a cambio de abandonar el país, lo que le supuso un gran dolor y sólo aceptó por obediencia y por el bien de la Iglesia en Checoslovaquia. Así se fue a Roma a donde partió para el exilio, donde permaneció hasta su muerte.

## Últimos años
Beran visitó Estados Unidos, donde el obispo Fulton Sheen le agradeció lo que había hecho por Checoslovaquia y por la humanidad; por su patria, porque los méritos del obispo Beran habían hecho presente a Cristo prisionero y, por la humanidad, porque había enseñado al mundo con su ejemplo, a perdonar. 
El Santo Padre se vio en la necesidad de nombrar Administrador Apostólico de Praga a Mons. Tomásek porque a Beran no le permitieron regresar a su patria. transcurriendo así dieciséis largos años, para el pequeño hombre, de ojos negros y mirada penetrante y sonrisa fácil, “un cabeza dura, que no cede y que sobre todo no traiciona”. 

En enero de 1965, ante la muerte de Jan Palach, el Card. Beran dirigió un mensaje de perdón y reconciliación: 
"Es hora de olvidar el pasado. No consumamos en el odio nuestras energías espirituales, invirtámoslas en la concordia, en el trabajo, en el servicio de nuestros hermanos, en una nueva prosperidad para Checoslovaquia. Vosotros me preguntáis cómo puedo desde el exilio hablaros así. Os respondo: lo puedo porque lo debo; yo soy en Cristo vuestro maestro, vuestro guía, vuestro amigo, vuestro padre".
El 22 de febrero de 1965, Pablo VI lo nombró cardenal, por lo que participó con su voz, a los 77 años en la última sesión del Concilio Vaticano II, ante el tema de libertad religiosa, y libertad de conciencia quien había pasado 17 de sus últimos 23 años en el aislamiento quien impresionó a varios cuando dijo: ”la opresión sobre el creyente, es intolerable; y la opresión no es mejor cuando pretende ser utilizada para el bien de la fe”.
A los 80 años Josef murió, y Pablo VI le otorgó como privilegio especial, que sus restos fueron sepultados en la cripta de la Basílica de San Pedro de la Ciudad del Vaticano, donde normalmente sólo se entierra a los Papas y, agradeció por su “invicta fortaleza y su incansable fidelidad, acompañados de un carácter siempre manso a pesar de tantas pruebas”.
El 2 de abril de 1999 dio comienzo su proceso de beatificación. En 2018 el Papa Francisco autorizó el traslado de sus restos a la República Checa, siendo sepultados en la Catedral de  San Vito en Praga,como era su deseo. 